# Świętajno (gemeente in powiat Olecki)
De gemeente Świętajno is een landgemeente in het Poolse woiwodschap Ermland-Mazurië, in powiat Olecki.
De zetel van de gemeente is in Świętajno.
Op 31 december 2004, telde de gemeente 3950 inwoners.

## Oppervlakte gegevens
De gemeente heeft een oppervlakte van 214,91 km², waarvan:
- agrarisch gebied: 55%
- bossen: 25%

De gemeente beslaat 24,6% van de totale oppervlakte van de powiat.

## Administratieve plaatsen (sołectwo)
Barany, Borki, Chełchy, Cichy, Dudki, Dunajek, Dworackie, Dybowo, Giże, Gryzy, Jelonek, Jurki, Kije, Krzywe, Kukówko, Mazury, Orzechówko, Połom, Rogojny, Sulejki, Świętajno, Wronki, Zalesie.

## Overige plaatsen
Cichy Młyn, Jurkowo, Leśniki, Niemsty, Nowiny, Pietrasze, Rogowszczyzna, Smolnik, Świdrówko, Zajdy, Zalesie.

## Aangrenzende gemeenten
Ełk, Kowale Oleckie, Kruklanki, Olecko, Stare Juchy, Wydminy